# 唐存勇
唐存勇（1952年7月25日—2013年5月5日），台灣海洋學家，南投縣埔里鎮人，曾任國立臺灣大學海洋研究所教授。

## 學經歷
唐存勇是中國文化大學海洋系學士、國立台灣大學海洋研究所碩士、美國北卡羅萊納州立大學博士。曾於美國北卡羅來納大學及佛羅里達大學擔任副研究員，返國後任職於國立臺灣大學海洋研究所物理組，並且是中華民國海洋學會首任理事長。
。

## 研究領域
赤道動力學研究（赤道長波理論、赤道海洋動力學與聖嬰事件）、台灣海洋環境調查、黑潮特性及其動力的研究、台灣海峽流場動力的研究、陸棚上海水交換動力探討、南海環流與大氣觀測、南海非線性內波的特性研究與颱風引發之海氣交換作用等。
唐存勇是流經台灣外海的洋流黑潮的專家，曾利用海研一號研究船發現黑潮渦流，解決台灣海洋學界「黑潮反流」是否存在的爭論。

## 逝世
2013年5月5日，唐存勇疑似因為久病厭世，在台灣大學海洋研究所倉庫上吊自殺身亡。

## 外部連結
- 國立臺灣大學海洋研究所唐存勇紀念網頁
- 黑潮、台灣  台灣大學海洋研究所　唐存勇  2000年1月高中地球科學教師研習（页面存档备份，存于）
- 黑潮專家疑似憂鬱症所苦　台大教授唐存勇校園倉庫輕生 （页面存档备份，存于） {{}}